# Rivolta dell'Epiro del 1854
La rivolta dell'Epiro del 1854 fu la più importante di una serie di rivolte greche nella Grecia ottomana dell'epoca. Quando scoppiò la Guerra di Crimea (1854–1856), molti greci epiroti, col tacito supporto dello stato greco, si rivoltarono contro il governo ottomano. Anche se questo movimento era supportato da alte personalità militari, venne schiacciato nel giro di pochi mesi dai turchi.

## Antefatto

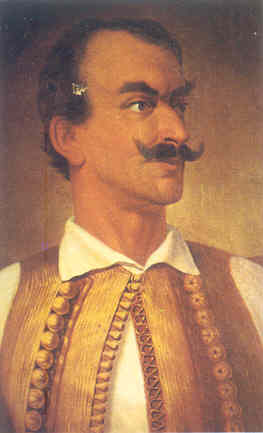
Il generale Theodoros Grivas.

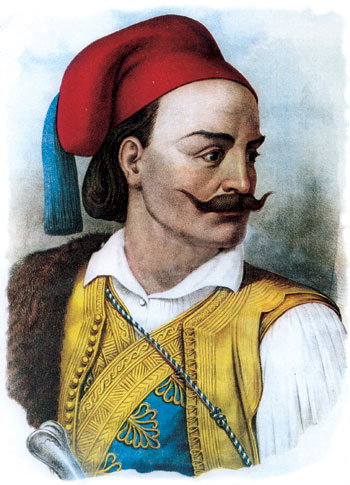
Kitsos Tzavelas

Quando scoppiò la Guerra di Crimea tra l'Impero ottomano e la Russia, molti greci colsero l'occasione per ottenere le terre abitate dai greci ma non ancora incluse nell'indipendente regno di Grecia. La Guerra d'indipendenza greca (1821–1829) era ancora ben presente nella mente di tutti, come pure l'intervento russo che aveva preservato l'indipendenza dello stato greco. Inoltre i greci vedevano di buon occhio un appoggio ai russi che erano anch'essi ortodossi di religione.
Anche se lo stato greco, dietro severe pressioni militari e diplomatiche da parte di Inghilterra e Francia (alleate con gli ottomani), rimase lontano dal conflitto, diverse rivolte organizzate in Epiro, Tessaglia ed a Creta ebbero il tacito supporto del governo greco.

## La rivolta
Il 30 gennaio 1854 Spyridon Karaiskakis (un tenente dell'esercito greco e figlio dell'eroe indipendentista Georgios Karaiskakis), tenne una serie di discorsi in diversi villaggi della zona di Arta (regione di Peta), nella speranza di fare aderire gli epiroti alla rivolta contro gli ottomani e di portare con sé altre province greche. L'obbiettivo iniziale era la capitale provinciale, Arta, che venne catturata da Karaiskakis con una forza di 2 500 partigiani. Nel contempo il generale greco Theodoros Grivas prese con sé un gruppo di 300 volontari e si spostò verso il villaggio di Peta e Pente Pigadia. Oltre alla regione di Arta, a Tzoumerka, la rivolta si estese a diversi villaggi che vennero conquistati completamente dai rivoluzionari come Paramythia, Souli, Tsamantas, Himara e alcuni villaggi attorno a Giannina. La rivolta interessò anche parti della vicina Tessaglia.
Nel frattempo altri ufficiali greci, gran parte dei quali sulioti (Nikolaos Zervas, Notis Botsaris, Athanasios Koutsonikas, Kitsos Tzavelas, Lambros Zikos), si licenziarono dall'esercito greco per unirsi ai rivoltosi. Intanto 1 600 soldati ottomani andarono a rinforzare i 3 000 soldati già presenti in zona, che vennero impiegati per la riconquista di Arta con l'aiuto dell'artiglieria pesante.
All'inizio di marzo, Grivas tentò di spingersi anche oltre catturando Metsovo più a nord, città che venne saccheggiata dalle truppe greche. Il 27 marzo, dopo ripetuti attacchi ottomani supportati da irregolari albanesi, Grivas dovette ritirarsi. La città di Metsovo venne messa a ferro e fuoco.

## Soppressione
Il 13 aprile una forza ottomana di 6 000 uomini, col supporto dell'artiglieria inglese e francese, attaccò il quartier generale dei ribelli nella parte orientale di Arta, presso il villaggio di Peta. Dopo uno scontro molto violento e pesanti perdite, Kitsos Tzavelas coi suoi uomini ripiegò oltre il confine greco. Nel frattempo, gli ottomani si spostarono a nord per eliminare ogni movimento rivoltoso nella regione attorno a Giannina. A Plaka, una forza di 14 000 soldati ottomani con altri 1 500 albanesi combatterono contro gruppi capeggiati da S. Karaiskakis e N. Zervas. Le forze ottomane vennero però costrette a ritirarsi con perdite particolarmente alte, in particolare tra gli albanesi.
La situazione iniziò a peggiorare per i rivoltosi quando giunsero ulteriori rinforzi ottomani nella regione. Sull'altro fronte, inglesi e francesi bloccavano il porto del Pireo e diversi altri attracchi in Grecia, rendendo così difficile per i partigiani greci ottenere rinforzi e munizioni. Non mancarono le pressioni al governo greco affinché richiamasse ufficialmente all'ordine i suoi ufficiali unitisi alla rivolta. Dopo diversi scontri a Voulgareli, Skoulikaria ed a Kleidi, il 12 maggio la rivolta poteva dirsi ormai domata e gli epiroti si ritirarono oltre il confine greco.
Quando la rivolta nell'Epiro poté dirsi soppressa iniziarono le rappresaglie e bande di ottomani e albanesi saccheggiarono diverse città e villaggi accusati di aver appoggiato i rivoltosi. Queste attività terminarono solo alla fine della guerra di Crimea nel 1856.